# روح خبیث
پولترگایست (به آلمانی Poltergeist) عبارتی آلمانی در افسانه‌های اشباح (Ghostlore) است که به معنای روح خبیث یا روح پرسروصدا است، نوعی شبح یا روح است که می‌تواند اذیت‌های فیزیکی انجام دهد برای نمونه: اجسام را جابه‌جا یا نابود کند یا صداهای ناهنجار بلند ایجاد کند. همچنین می‌تواند مردم را نیشگون یا گاز بگیرد یا انسان‌ها را کتک بزند یا از جایی به جای دیگر ببرد.روح انسان های بد و گناهکار و شیطانی و مورد غضب خداوند را روح خبیث می‌گویند.

## توضیح‌های ارائه‌شده

### پدیدهٔ طبیعی
بسیاری معتقدند که روح خبیث تنها یک حقه است.
برپایهٔ پژوهش‌ها، پدیدهٔ روح خبیث را می‌توان با فاکتورهای روانی مانند وهم، مشکلات حافظه و پندار آرزومندانه توضیح داد.

### پدیده‌های شناسایی‌نشده
در دههٔ ۱۹۵۰، گای ویلیام لامبرت پیشنهاد کرد که پدیدهٔ روح خبیث ناشی از حرکت آب از زیر خانه‌ها است. او بر این باور بود که حرکت آب ایجاد آشفتگی می‌کند و می‌تواند صداهای عجیب ایجاد کند و باعث حرکت اجسام شود. این فرضیه را الن گولد و تونی کورنل امتحان کردند که خرابی‌های زیادی در خانه ایجاد کرد و حرکت اجسام بسیار کم بود.
دیوید ترنر فیزیک شیمیدان پیشنهاد داد که گوی آذرخش هم ممکن است باعث حرکت اجسام شود و تصور روح خبیث را ایجاد کند.

### پارانرمال
ناندر فودور و ویلیام. جی. رول گفته‌اند که روح خبیث احتمالاً از اثرات دورجنبی است.